# Christa Prets
Christa Prets (ur. 2 października 1947 w Diez) – austriacka polityk, samorządowiec, od 1999 do 2009 posłanka do Parlamentu Europejskiego.

## Życiorys
Była stażystką biurową, po czym w latach 1966–1968 kształciła się w instytucie wychowania fizycznego w Moguncji. Do 1994 pracowała jako organizator grup sportowych, a także w lecznicy dla zwierząt. Od 1987 związana z samorządem miasta Pöttsching, była radną, zastępcą burmistrza, a w latach 1991–1994 burmistrzem tej miejscowości. Następnie przez pięć lat posłowała do parlamentu kraju związkowego Burgenland.
W 1999 i 2004 z listy socjaldemokratów uzyskiwała mandat posłanki do Parlamentu Europejskiego. Była członkinią grupy socjalistycznej, pracowała głównie w Komisji Kultury i Edukacji oraz w Komisji Praw Kobiet i Równouprawnienia. W PE zasiadała do 2009.